# Vladimir Torban
Vladimir Aleksandrovitch Torban (en russe : Владимир Александрович Торбан), né le 10 décembre 1932, à Moscou (RSFS de Russie) et décédé le 19 août 2011 à Moscou (Russie), est un joueur soviétique de basket-ball. 

## Palmarès
- Finaliste des Jeux olympiques 1956
- 3e du championnat d'Europe 1955
- Champion d'Europe 1957
- Champion d'Europe 1959